# AC Sparta Praha Florbal
AC Sparta Praha (podle sponzora také ACEMA Sparta Praha, dříve AC Sparta Praha Florbal a Akcent Sparta Praha) je český florbalový klub patřící do Asociace sportovních klubů AC Sparta Praha. Založen byl v roce 1993. Je tak jedním z nejstarších florbalových klubů v Česku.
Mužský tým hraje Superligu florbalu od jejího založení v roce 1993, s výjimkou sezón 2005/2006 až 2007/2008 a 2011/2012, kdy sestoupil do nižší soutěže. Tým byl vicemistrem ligy v sezóně 2000/2001. Pak ale přišel útlum, kdy tým třikrát vypadl z nejvyšší soutěže (z toho jednou svoji účast v soutěži zachránil spojením s týmem SSK Future). Trvalo 17 let, než se tým v sezóně 2017/2018 dostal znovu alespoň do semifinále. V letech 2022 a 2023 získali stříbro v Poháru Českého florbalu.

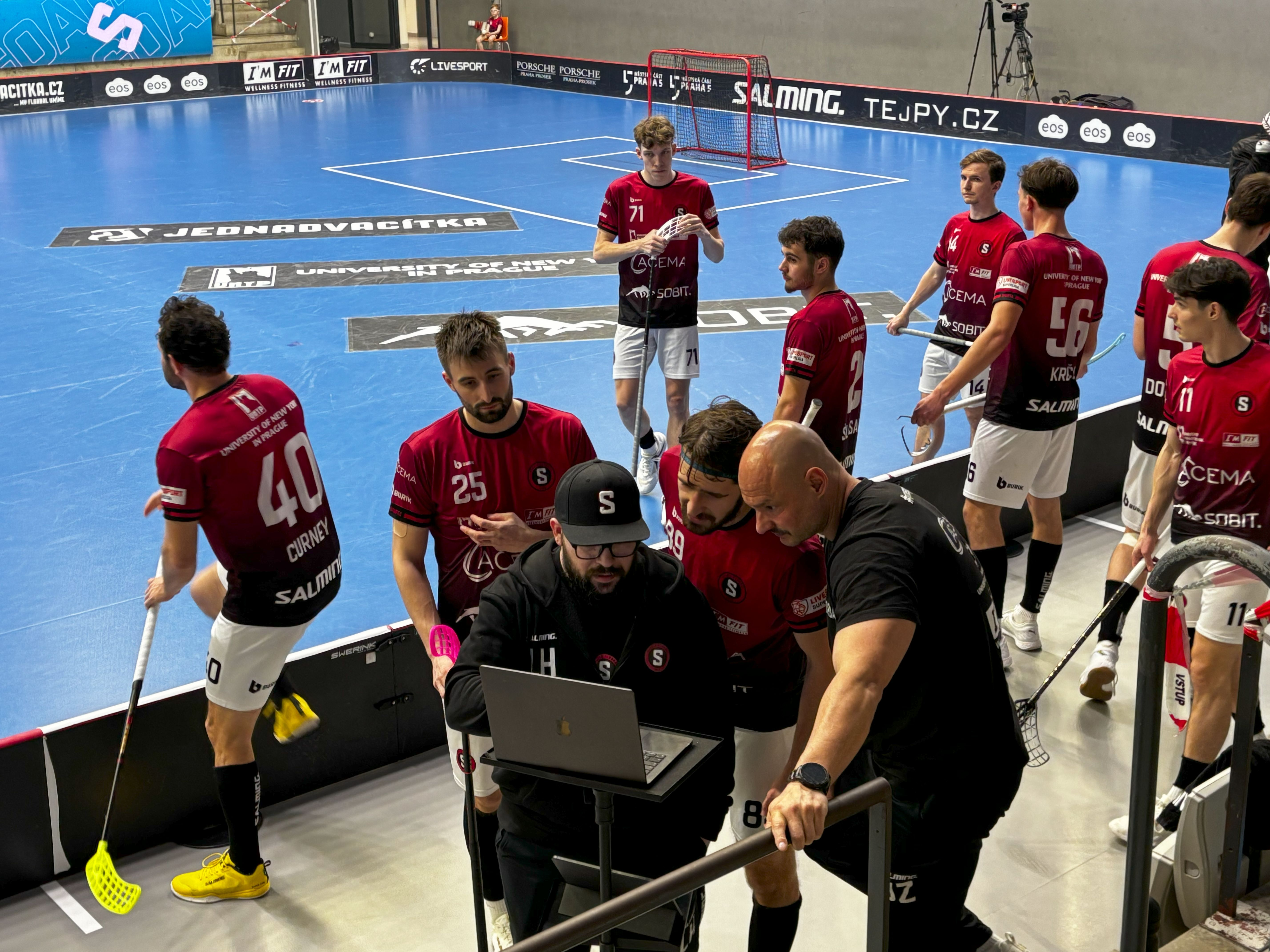
Mužský tým ve čtvrtfinálovém zápase v sezóně 2024/2025

Ženský tým hraje 1. ligu žen, tedy druhou nejvyšší soutěž. Tým hrál nejvyšší soutěž žen, v té době ještě také pod názvem 1. liga, od jejího založení až do sezóny 2002/2003. V tomto období patřil tým mezi nejlepší v soutěži, v sezónách 1995/1996 a 1997/1998 skončil na druhém místě. Po té hráčky přešly do FbŠ Pohoda (pozdější FbŠ Bohemians). Tým žen byl obnoven v roce 2014 a od sezóny 2020/2021 se přihlásil do 1. ligy.
Juniorský tým získal v sezóně 2023/2024 mistrovský titul. Klub od roku 2022 spolupracuje s oddílem Florbal Chomutov.

## Mužský tým

### Sezóny

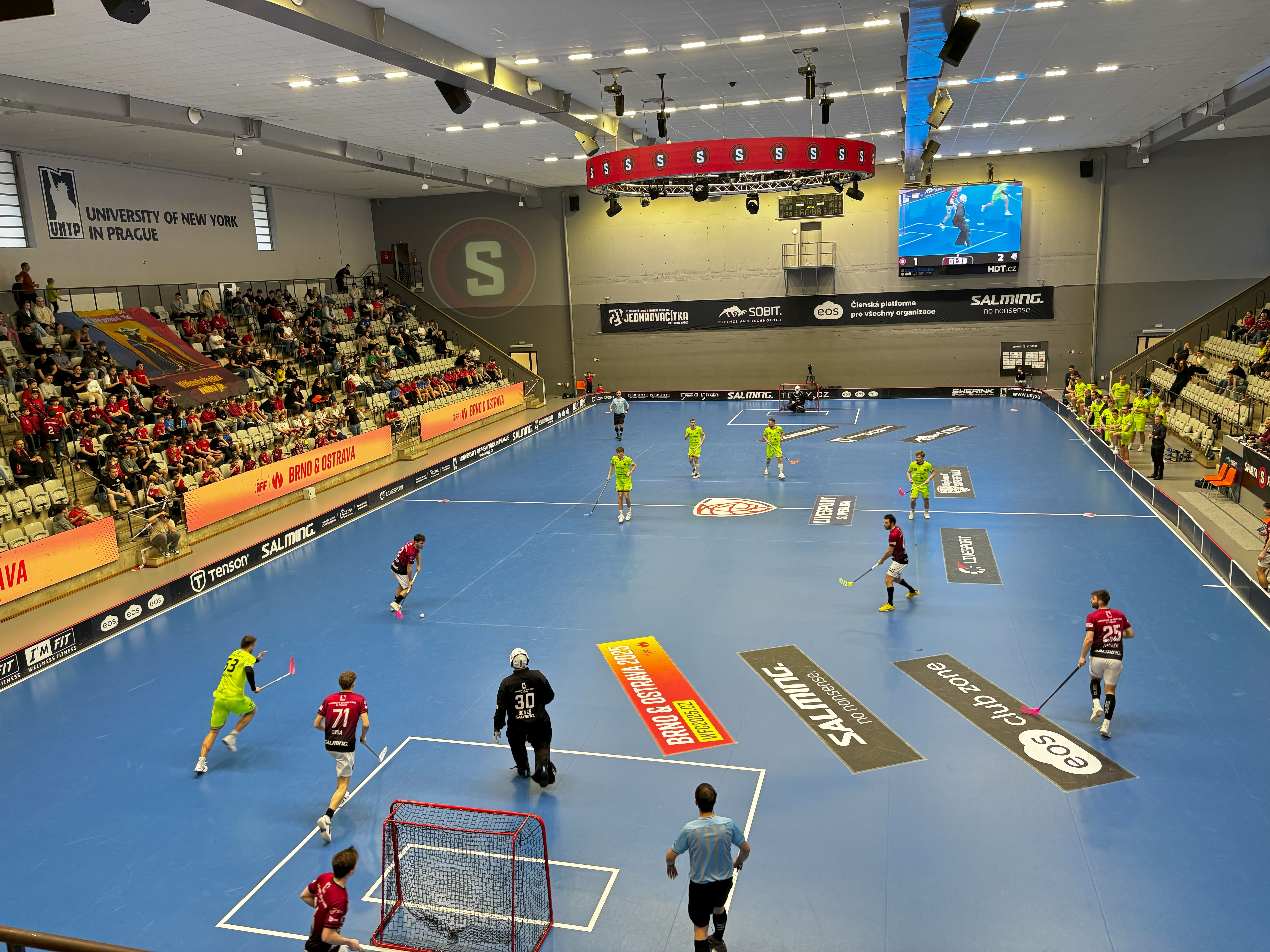
Mužský tým (v červeném) ve čtvrtfinálovém zápase v sezóně 2024/2025 proti 1. SC Vítkovice

| Sezóna    | Úroveň | Soutěž              | Umístění | Poznámka |
| --------- | ------ | ------------------- | -------- | --- |
| 1993/1994 | 1      | 1. liga             | 6.       | Hrála se jen základní část                                                                                              |
| 1994/1995 | 1      | 1. liga             | 6.       | Hrála se jen základní část                                                                                              |
| 1995/1996 | 1      | 1. liga             | 6.       | Hrála se jen základní část                                                                                              |
| 1996/1997 | 1      | 1. liga             | 6.       | Play-off hrály jen první čtyři týmy                                                                                     |
| 1997/1998 | 1      | 1. liga             | 4.       | Prohra v zápase o 3. místo proti TJ Mentos Chodov                                                                       |
| 1998/1999 | 1      | 1. liga             | 7.       | Vypadnutí ve čtvrtfinále play-off proti Tatran Střešovice                                                               |
| 1999/2000 | 1      | 1. liga             | 8.       | Vypadnutí ve čtvrtfinále play-off proti 1. SC SSK Vítkovice                                                             |
| 2000/2001 | 1      | 1. liga             | 2.       | Vicemistr po prohře ve finále play-off proti Tatran Střešovice                                                          |
| 2001/2002 | 1      | 1. liga             | 9.       | První místo ve skupině o udržení                                                                                        |
| 2002/2003 | 1      | 1. liga             | 10.      | Druhé místo ve skupině o udržení                                                                                        |
| 2003/2004 | 1      | 1. liga             | 8.       | Vypadnutí ve čtvrtfinále play-off proti FBC Pepino Ostrava                                                              |
| 2004/2005 | 1      | 1. liga             | 11.      | Třetí místo ve skupině o udržení – Sestup do nižší ligy                                                                 |
| 2005/2006 | 2      | 2. liga             | 3.       | Vypadnutí v semifinále play-off proti FBC Vikings Kopřivnice                                                            |
| 2006/2007 | 2      | 1. liga             | 6.       | Vypadnutí ve čtvrtfinále play-off proti SK Bivoj Litvínov                                                               |
| 2007/2008 | 2      | 1. liga             | 2.       | Prohra ve finále play-off proti TJ VHS Znojmo – Výhra v baráži proti M&M Reality Sokol Pardubice – Postup do vyšší ligy |
| 2008/2009 | 1      | Fortuna extraliga   | 10.      | Výhra v 1. kole play-down proti TJ VHS Znojmo                                                                           |
| 2009/2010 | 1      | Fortuna extraliga   | 8.       | Vypadnutí ve čtvrtfinále play-off proti Tatran Střešovice                                                               |
| 2010/2011 | 1      | Fortuna extraliga   | 11.      | Prohra v baráži proti Panthers Otrokovice – Sestup do nižší ligy                                                        |
| 2011/2012 | 2      | 1. liga             | 1.       | Vítězství ve finále play-off proti FBŠ Hattrick Brno – Postup do vyšší ligy                                             |
| 2012/2013 | 1      | AutoCont extraliga  | 11.      | Prohra v baráži proti Sokol Pardubice Tým si zajistil setrvání v extralize spojením s SSK Future.                       |
| 2013/2014 | 1      | AutoCont extraliga  | 6.       | Vypadnutí ve čtvrtfinále play-off proti Tatran Omlux Střešovice                                                         |
| 2014/2015 | 1      | AutoCont extraliga  | 7.       | Vypadnutí ve čtvrtfinále play-off proti Technology Florbal MB                                                           |
| 2015/2016 | 1      | Tipsport Superliga  | 7.       | Vypadnutí ve čtvrtfinále play-off proti FAT PIPE Florbal Chodov                                                         |
| 2016/2017 | 1      | Tipsport Superliga  | 9.       | Výhra v 1. kole play-down proti Kanonýři Kladno                                                                         |
| 2017/2018 | 1      | Tipsport Superliga  | 4.       | Vypadnutí v semifinále play-off proti Technology Florbal MB                                                             |
| 2018/2019 | 1      | Tipsport Superliga  | 3.       | Vypadnutí v semifinále play-off proti 1. SC TEMPISH Vítkovice                                                           |
| 2019/2020 | 1      | Superliga florbalu  | 4.       | Sezóna ukončena za stavu 1:1 na zápasy ve čtvrtfinále play-off proti FbŠ Bohemians                                      |
| 2020/2021 | 1      | Livesport Superliga | 4.       | Vypadnutí v semifinále play-off proti 1. SC TEMPISH Vítkovice                                                           |
| 2021/2022 | 1      | Livesport Superliga | 4.       | Vypadnutí v semifinále play-off proti Předvýběr.CZ Florbal MB                                                           |
| 2022/2023 | 1      | Livesport Superliga | 6.       | Vypadnutí ve čtvrtfinále play-off proti Předvýběr.CZ Florbal MB                                                         |
| 2023/2024 | 1      | Livesport Superliga | 5.       | Vypadnutí ve čtvrtfinále play-off proti FAT PIPE Florbal Chodov                                                         |
| 2024/2025 | 1      | Livesport Superliga | 4.       | Vypadnutí v semifinále play-off proti Předvýběr.CZ Florbal MB                                                           |

### Známí současní hráči
- Jiří Curney (2022–)
- Jakub Gruber (2024–)
- Mikuláš Krbec (2020–)

### Známí bývalí hráči
- Jaroslav Berka (2008–2011, 2012–2013)
- Milan Garčar (2002–2005, 2017–2022)
- Miroslav Hanzlík (2000–2001)
- Josef Juha (2019–2024)
- Lukáš Procházka (1999–2001)
- Jan Zahalka (1996–1998)

### Známí trenéři
- Jaroslav Berka (2013–2017)

## Ženský tým

### Sezóny
| Sezóna | Úroveň | Soutěž          | Umístění | Poznámka                                                            |
| --- | ------ | --------------- | -------- | ------------------------------------------------------------------- |
| 1994/1995 | 1      | 1. liga         | 3.       | Hrála se jen základní část                                          |
| 1995/1996 | 1      | 1. liga         | 2.       | Hrála se jen základní část                                          |
| 1996/1997 | 1      | 1. liga         | 3.       | Hrála se jen základní část                                          |
| 1997/1998 | 1      | 1. liga         | 2.       | Hrála se jen základní část                                          |
| 1998/1999 | 1      | 1. liga         | 3.       | Hrála se jen základní část                                          |
| 1999/2000 | 1      | 1. liga         | 4.       | Vypadnutí v semifinále play-off proti 1. SC SSK Vítkovice           |
| 2000/2001 | 1      | 1. liga         | 6.       | Udržení v lize                                                      |
| 2001/2002 | 1      | 1. liga         | 7.       | Udržení v lize                                                      |
| 2002/2003 | 1      | 1. liga         | 5.       | Vypadnutí ve čtvrtfinále play-off proti 1. SC SSK Vítkovice         |
| Pro sezónu 2003/2004 se tým spojil s RFK Pohoda Praha a druholigovou FbŠ Praha do společného týmu FbŠ Pohoda |        |                 |          |                                                                     |
| Tým byl obnoven v roce 2014 a pro sezónu 2020/2021 se přihlásil do 1. ligy                                   |        |                 |          |                                                                     |
| 2020/2021 | 2      | 1. liga (západ) |          | Sezóna ukončena po neúplných šesti odehraných kolech základní části |
| 2021/2022 | 2      | 1. liga (západ) |          | Vypadnutí ve čtvrtfinále play-off proti Prague Tigers Nehvizdy      |
| 2022/2023 | 2      | 1. liga (západ) |          | Vypadnutí v osmifinále play-off proti Black Angels                  |
| 2023/2024 | 2      | 1. liga (západ) |          | Vypadnutí v předkole play-off proti Florbal Ústí                    |
| 2024/2025 | 2      | 1. liga (západ) |          | Vypadnutí v předkole play-off proti FBŠ SLAVIA Fat Pipe Plzeň       |

### Známé hráčky
- Hana Váňová

## Historie klubu
Historie florbalového klubu AC Sparta Praha je stejně stará jako florbal sám v této zemi. Již u samého zrodu tohoto sportu vznikl florbalový oddíl IBK Spoje Praha (spoluzaložený mimo jiné pozdějším rozhodčím Petrem Černým), který hned po roce svého působení na florbalové scéně (v sezóně 1993/1994) vstoupil do Asociace sportovních klubů AC Sparta Praha a přijal oficiální název AC Sparta Praha.

### 1993/1994
Již pod hlavičkou AC Sparta vstupoval oddíl do první organizované soutěže ve florbale u nás, a to do nultého ročníku 1. florbalové ligy – tzv. Kvalifikace na 1. ročník florbalové 1. ligy. V této kvalifikaci Sparta uspěla, nakonec obsadila 4. místo mezi tehdejšími florbalovými kluby v Česku, a kvalifikovala se do desetičlenné nejvyšší (a zároveň jediné) florbalové ligy.

### 1994/1995
První dva ročníky 1. florbalové ligy (sezóny 1993/1994 a 1994/1995) Sparta shodně zakončila ve středu tabulky na 6. místě.

### 1995/1996
Před sezónou 1995/1996 se Sparta sloučila s týmem O. A. Hovorčovická. Tento tým hrál 1. ligu v jedné sezóně 1994/1995, kdy skončil na desátém místě. Tímto sloučením Sparta získala nové mladé hráče a finanční zajištění od společnosti CCS, a.s. – hlavního sponzora týmu O. A. Hovorčovická. Zároveň do Sparty přichází trenér Václav Culka.
Sezónu 1995/1996 tedy začínalo prakticky nové mužstvo, které skončilo opět na 6. místě.

### 1996/1997
V ročníku 1996/1997 byl vytvořený nový hrací systém celé soutěže. Dvanáct týmů se mělo utkat ve dvou kolech každý s každým a nejlepší čtveřice následně vyřazovacím způsobem v playoff.
Sparta se po prvních kolech usadila na postupové čtvrté příčce. Ale na konci sezony skončila opět na 6. místě a tudíž s absencí v bojích o mistrovský titul.

### 1997/1998
Na základě tohoto neúspěchu se Sparta před sezónou 1997/1998 posílila o tři reprezentanty. Oddíl zakončil základní část soutěže na prvním místě, ze kterého postoupil do playoff. Tým si tak vybojoval výhodu domácího prostředí.
V 1. kole Sparta přivítala na své půdě soupeře z Havířova a zdolala ho ve dvou zápasech. V semifinále však Sparta podlehla ve dvou zápasech úřadujícímu mistru, Vítkovicím. A následně ztratila i závěrečný zápas sezóny o 3. místo. I tak to byla do té doby nejúspěšnější sezóna týmu.

### 1998/1999
Sparta v následující sezóně nedokázala navázat na výsledky té přecházející. Do závěrečných bojů o titul tak postupovala až ze 7. pozice. Přesto ve čtvrtfinále odolávala úřadujícímu mistru Tatranu Střešovice až do prodloužení třetího zápasu. Sparta skončila na sedmém místě, což bylo historicky nejhorší umístění týmu.

### 1999/2000
V sezóně 1999/2000 se klub o rozšířil o B-tým hrající 3. ligu. Dále do klubové struktury přibyli nově junioři, starší i mladší žáci. V té době měl florbalový oddíl AC Sparta členskou základnu s více než stovkou registrovaných hráčů.
V této sezóně opět Sparta vypadla v prvním kole playoff s pozdějším mistrem, tentokrát s Vítkovicemi.

### 2000/2001
V roce 2000 Sparta podepsala smlouvu s firmou Akcent, která vstoupila do názvu klubu a zahájila tak dlouhé období pod vedením prezidenta týmu Ing. Bartka. Vstup firmy Akcent znamenal i stěhování klubu do své haly na Praze 5 v Radlicích, kde byl jako v jedné z málo hal v Česku nastálo nainstalován florbalový povrch Tarkett. Klub se také rozšířil o tým žen.
Tým Sparty vstoupil do nové sezóny s novým trenérským vedením. Už v průběhu sezóny předcházející vystřídal na lavičce Sparty jejího dlouholetého trenéra Culku trenér Mrzena a jeho asistentem se stala letitá opora týmu Rudolf Javořík. Tým byl doplněn o několik zkušených hráčů: Hanzlíka, Očkaye a navrátivšího se Pajera z Tatranu, Vašíčka z Vítkovic a střelce Nejedlého z Třeboně.
V základní části byla Sparta poražena pouze čtyřikrát, ale vzhledem k tomu, že v ní dvakrát porazila svého největšího rivala Tatran, postoupila do playoff z prvního místa. Vítězem kanadského bodování základní části se stal sparťanský Lukáš Procházka, který ve 22 utkáních nasbíral 42 bodů za 31 branek a 11 asistencí.
V prvním kole playoff Sparta narazila na TJ JM Mentos Chodov, přes který prošla bez větších problémů ve dvou utkáních.
V semifinále proti Pegres Havířov Sparta po prvním prohraném zápase nakonec sérii vyhrála 2:1 na zápasy.
Ve finále proti Tatranu Sparta prohrála 3:0 na zápasy.

### 2001/2002
Na začátku sezóny 2001/2002 opouští Spartu trio reprezentantů Očkay, Vašíček, Hanzlík. Tým se v této sezóně pohyboval na pomezí playoff. Po devátém kole, po prohře v domácím utkání s Havířovem a po neshodách některých hráčů s trenérem Culkou starším, opustila Spartu pětice hráčů, kteří vesměs zamířili do konkurenčního Chodova. Po této ztrátě, se Sparta propadla až na deváté místo znamenající boj o záchranu.

### 2002/2003
Po nepodařené sezóně zareagovalo vedení klubu angažováním trenéra Future a české reprezentace Davida Zlatníka. Nový trenér sebou do Sparty přivedl mnoho nových hráčů – Michala Schwana, Milana Garčara, Martina Kostihu a pětici hráčů z Future. Vedení se ale nedokázalo dohodnout s vedením klubu Future, a tak byli všechny posily z tohoto klubu nuceny prostát dobu 6 měsíců bez jediného utkání, aby z nich byli volní hráči. Sparta po té skončila v základní části na sestupovém předposledním místě. Ve skupině o udržení Sparta bodovala v každém zápase a prvoligovou si příslušnost zachovala.

### 2003/2004
V druhé sezóně pod trenérem Zlatníkem postoupila Sparta do playoff pouze o skóre před Libercem.
Následně Sparta vypadla hned v prvním kole playoff, kde třikrát jasně prohrála proti FBC Ostrava.

### 2004/2005
V sezóně 2004/2005 získala Sparta v základní části pouhých 17 bodů, což stačilo jen na předposlední místo, neúspěšný boj o udržení a první pád Sparty do druhé ligy.
Na začátku roku 2005 byl odvolán trenér Zlatník. Po něm se kormidla na krátkou dobu chopil Aleš Píta, aby byl po krátké sérii proher opět povolán trenér Culka starší.

### 2005/2006
V první sezóně ve druhé lize se do týmu se vrátili hráči Patrik Kopřiva z Tatranu a Tomáš Janeček z Bohemians. Za Spartu začal nastupovat i historicky první cizinec z týmu, švédský střelec Magnus Thylander, v týmu se začali uplatňovat sparťanští odchovanci, Filip Pacan s Jakubem Květoněm.
Sparta s přehledem vyhrála základní část s pouhými dvěma porážkami. V předchozích sezónách by to znamenalo okamžitý návrat mezi elitu, nicméně od sezóny 2005/2006 musel kandidát na extraligu projít playoff až k celkovému vítězství.
Sparta porazila v prvním kole, hraném pouze na dvě vítězná utkání, Vsetín 2:0. Ve druhém kole čekala Spartu Kopřivnice, která překvapivě vyřadila v prvním kole Znojmo a kterou Sparta porazila v základní části se 14 góly. Přesto Sparta prohrála finálovou sérii 2:0 na zápasy a do extraligy nepostoupila.

### 2006/2007
Po neúspěchu v playoff byl od týmu odvolán trenér Culka a byl nahrazen trenérem Milanem Morávkem. V týmu skončil jako hráč Patrik Kopřiva, který ale nastoupil jako asistent trenéra Morávka. Tomáš Janeček se vrátil zpět do Bohemians. Na hostování do Chodova odešli střelci Križko a Culka mladší, který se měl před playoff do týmu vrátit.
Sparta vypadla v prvním kole playoff s Litvínovem.
Na konci února došlo ke spojení s klubem FBC Sportcentrum 2000, který do Sparty přinesl mnoho žákovských oddílů, a manažery v čele s René Jelínkem.

### 2007/2008
Během první poloviny sezóny postupně přišlo – ať už na přestup nebo na hostování – přes deset nových hráčů. Tým vedla trenérská dvojice Stanislav Janoštík a Tomáš Janeček. Druhý jmenovaný působil ve funkci hrajícího trenéra. V základní části Sparta skončila čtvrtá a tím získala ve vyřazovacích bojích výhodu domácího prostředí.
Čtvrtá příčka ale Spartě přisoudila SK Bivoj Litvínov, který Pražany vyřadil už v sezóně 2006/2007. Sparta sérii vyhrála až v pátém zápase a postoupila do semifinále.
Také semifinálovou sérii proti Vinohradům Sparta vyhrála až v pátém zápase po prvních dvou prohraných zápasech.
Ve finále 1. ligy hrála Sparta proti Znojmu. Z vítězství v 1. lize a přímého postupu do nejvyšší soutěže se nakonec radovali hráči Znojma, kteří zvítězili 3:1 na zápasy.
Spartu tak čekala baráž proti Pardubicím, které tak měly poslední šanci zachránit se v extralize. Sparta sérii vyhrála 3:0 na zápasy a jako první tým v historii postoupila z 1. ligy přes baráž do nejvyšší soutěže.

## Známí odchovanci
- Vanessa Rebecca Keprtová